# Echinopterys setosa
Echinopterys setosa là một loài thực vật có hoa trong họ Malpighiaceae. Loài này được Brandegee mô tả khoa học đầu tiên năm 1911.